# Kaylen Bassett
Kaylen Bassett (17 luglio 1997) è un canoista australiano, specializzato nello slalom.

## Palmarès
- Campionati oceaniani di canoa slalom

Penrith 2022: argento nel C1.